# منتخب كوستاريكا لكرة الصالات
منتخب كوستاريكا الوطني لكرة قدم الصالات (بالإسبانية: Selección de fútbol sala de Costa Rica) هو ممثل كوستاريكا الرسمي في المنافسات الدولية في كرة الصالات .